# Joseph Jenkins Roberts

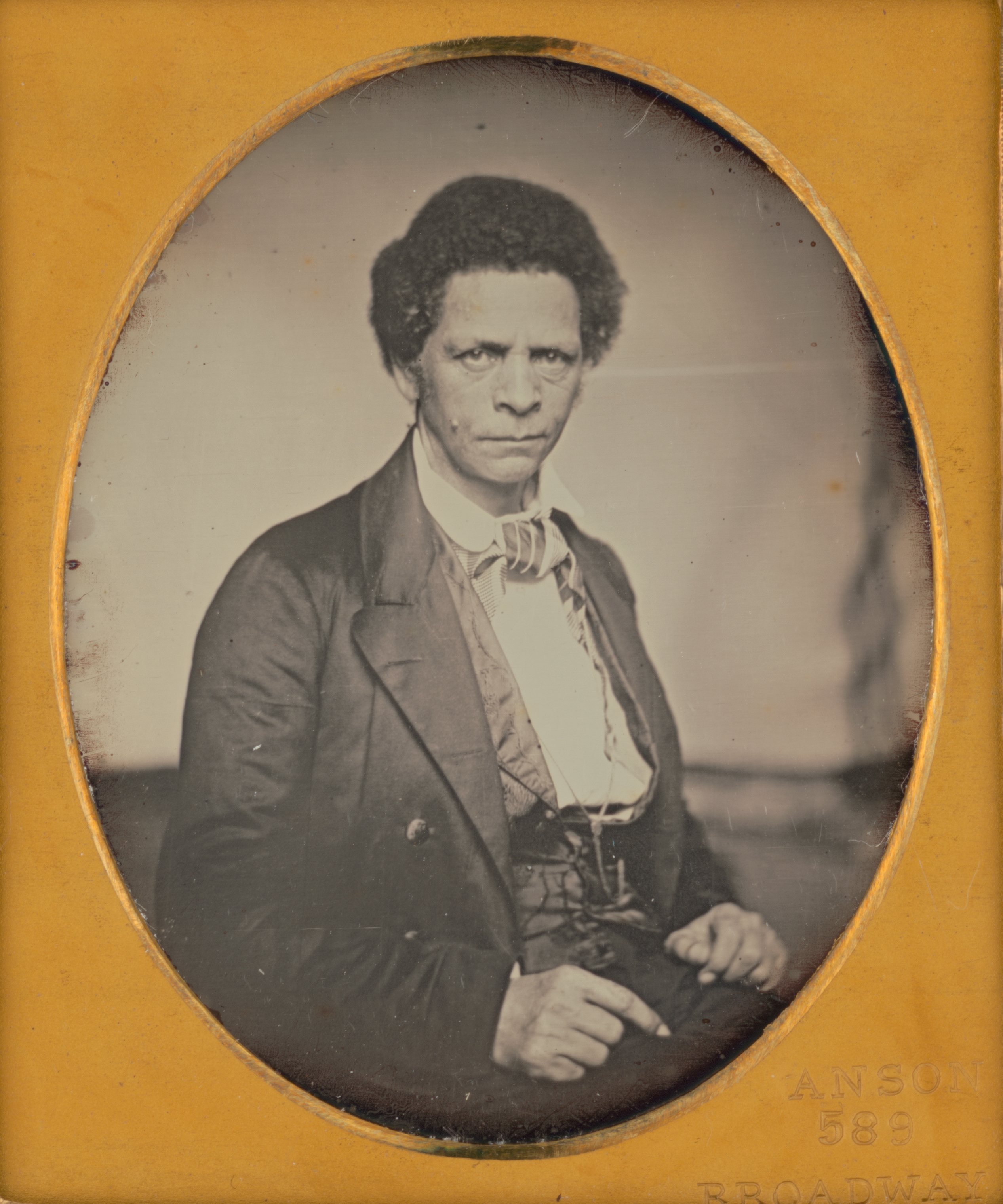
Joseph Jenkins Roberts

Joseph Jenkins Roberts (Norfolk, 15 maart 1809 – Monrovia, 24 februari 1876) was een Liberiaans staatsman.
Roberts werd geboren in de Verenigde Staten van Amerika als de zoon van "vrije zwarten." Op twintigjarige leeftijd emigreerde hij naar Liberia, een toenmalige Amerikaanse kolonie waar zich veel vrijgelaten zwarte slaven uit de VS vestigden. Roberts ging werken bij de koloniale overheid en voor gouverneur Thomas Buchanan, wiens adviseur hij werd. Na het overlijden van Buchanan in 1842 werd Roberts tot gouverneur van Liberia gekozen.
Om de veiligheid van de kolonie te verzekeren sloot Roberts verdragen met de inheemse stamhoofden. Veel voormalige zwarte Amerikaanse slaven vestigden zich in de jaren daarna in Liberia, omdat zij in Amerika als tweederangs burgers werden beschouwd.
In 1847 riep Roberts de republiek Liberia uit en werd de eerste president. Groot-Brittannië erkende het land kort daarna en na een bezoek aan Europa in 1852 werd het land ook erkend door andere Europese mogendheden, zoals Frankrijk. Roberts bleef tot 1856 president, daarna werkte hij als directeur van de Liberia College.
Van 1 januari 1872 tot 3 januari 1876 was hij voor de tweede maal president van Liberia. Hij overleed een maand later.
Zijn broer John Wright Roberts (1815-1875) was de Methodistische bisschop van Liberia.
In de negentiende eeuw was Liberia samen met Ethiopië het enige onafhankelijke land in Afrika, de overige Afrikaanse landen werden in de loop van de 19e eeuw gekoloniseerd.
Joseph Jenkins Roberts · Stephen Benson · Daniel Bashiel Warner · James Payne · Edward Roye · James Smith · Joseph Jenkins Roberts · James Payne · Anthony Gardiner · Alfred Russell · Hilary Johnson · Joseph Cheeseman · William David Coleman · Garretson Gibson · Arthur Barclay · Daniel Howard · Charles King · Edwin James Barclay · William Tubman · William Richard Tolbert jr. · Samuel Doe · Amos Sawyer · David Kpormakpor · Wilton Sankawulo · Ruth Perry · Charles Taylor · Moses Zeh Blah · Charles Bryant · Ellen Johnson Sirleaf · George Weah · Joseph Boakai